# نادي ايلوسبورت
كان Elosport Capão Bonito ، أو كإسم مختصر Elosport ، نادي كرة قدم برازيلي موقعه الرسمي في Capão Bonito ، ساو باولو . نشأ في عام 1993 ، لعب النادي في Campeonato Paulista Segunda Divisão .

## تاريخ النادي
انشأ النادي في 10 مايو 1993 ، وأصبح رسميا في عام 1997 ، بعدما أن انضم إلى Federação Paulista de Futebol . 

## الملعب
يلعب قريق Elosport Capão Bonito منافساته في بلده في Estádio Doutor José Sidney Cunha .  وتبلغ السعة الكلية للملعب 6740 شخصًا.